# Hachette Filipacchi Media U.S.
Pour les articles homonymes, voir Hachette et HFM.
Hachette Filipacchi Media U.S., Inc (HFM U.S.) est la filiale aux États-Unis du groupe de presse français Hachette Filipacchi Médias (groupe Lagardère). Le siège est basé à New York. L'implantation de HFM en Amérique du Nord remonte à 1983-1985, avec l'adaptation du magazine Elle, d'abord en association avec le groupe de Rupert Murdoch.
En 2006, la filiale est dirigée par Jack Kliger, qui lui-même est secondé par le Français Philippe Guelton (depuis 2003). Président de HFM U.S. depuis 1999, Jack Kliger a auparavant dirigé les magazines GQ, Glamour (Condé Nast) et Parade (Advance Publications). Philippe Guelton était jusqu'alors président de la filiale japonaise du groupe français.
En 2003, HFM U.S. a réalisé un chiffre d'affaires de 520 millions d'euros. La société a été revendue en 2011 à Hearst Corporation.

## Titres édités
En 2006, HFM U.S. édite dix-huit magazines et totalise environ 50 millions de lecteurs et 50 000 abonnés à ses sites web en Amérique du Nord.
- American Photo (site officiel)
- Boating
- Car and Driver
- Cycle World
- ELLE (site officiel) : lancé en 1983, d'abord tous les six mois, puis de manière mensuelle à partir de 1985, diffusé à environ 1 million d'exemplaires en 2005.
- ELLE Decor
- ELLEgirl : lancé en 2001, diffusé à environ 600 000 exemplaires en 2005.
- Flying
- Home
- Metropolitan Home
- Popular Photography (site officiel)
- Road & Track (site officiel)
- Shock (site officiel) : 
  - lancé en mai 2006, adaptation du quinzomadaire français Choc ;
  - diffusé à environ 300 000 exemplaires.
- Sound & Vision (site officiel)
- Travel Holiday (site officiel)
- Woman's Day (site officiel), environ quatre millions d'exemplaires.
- Woman's Day Special Interest Publications

## Anciens titres
- Car Stereo Review's Mobile Entertainment
- George (1995-2001), magazine fondé par John Fitzgerald Kennedy Jr.
- Premiere (1987-2007) (site officiel)

### Sources
- « Hachette Filipacchi Médias vise 20 % d'abonnés en ligne dans lemonde d'ici dix ans », article de Pascale Santi paru dans Le Monde daté du 3 mars 2006.
- « Les magazines américains en quête du cyberlecteur », article de Rémi Godeau paru dans Le Figaro le 7 août 2006.